# Orlando Aravena
Orlando Enrique Aravena Vergara (* 21. Oktober 1942 in Talca; † 21. März 2024 in Santiago) war ein chilenischer Fußballspieler auf der Position des Mittelfeldspielers und späterer Trainer. Er absolvierte als Spieler sechs Länderspiele und trainierte von 1987 bis 1989 Chiles Nationalmannschaft. Nach dem unrühmlichen Ende als Nationaltrainer mit einer fünfjährigen Sperre als Funktionär hatte Aravena nur noch zwei kurze Trainerstationen.

## Karriere

### Verein
Orlando Aravena begann seine Karriere bei CD Magallanes und spielte für verschiedene Klubs der Primera División. Mit Deportes La Serena gewann er 1960 die Copa Chile. Seine Karriere beendete der Mittelfeldspieler 1972 bei Deportivo Ñublense.

### Nationalmannschaft
Orlando Aravena debütierte im September 1964 gegen Argentinien. Insgesamt kommt er auf sechs Länderspieleinsätze. Sein letztes Spiel für Chile absolvierte Aravena im August 1965 beim 2:2 im Qualifikationsspiel für die Fußball-Weltmeisterschaft 1966 gegen Ecuador.

### Trainer
Nach seiner aktiven Spielerlaufbahn trainierte Orlando Aravena erst die U-20 Chiles und ging dann zum Spitzenklub CSD Colo-Colo. Nach einigen weiteren Stationen in Chile wurde Aravena 1987 Nationaltrainer. Ihm gelang mit seinem Team bei der Copa América 1987 überraschend der Finaleinzug, wo es sich knapp mit 1:0 Uruguay geschlagen geben musste. In der Gruppenphase gelang Chile ein 4:0 über die Fußballmacht Brasilien.
Ein Spiel gegen Brasilien sollte auch 1989 bei der Qualifikation zur Fußball-Weltmeisterschaft 1990 in Italien dem Team von Chile und Aravena zum Verhängnis werden. Im direkten Duell benötigte Chile im Maracanã-Stadion einen Sieg. Beim Stand vom 0:1 aus chilenischer Sicht flog ein Feuerwerkskörper auf das Spielfeld und Chiles Torwart Roberto Rojas hielt sich seinen blutenden Kopf. Chiles Spieler verweigerten eine Spielfortsetzung. Ein Video bewies später aber, dass der Feuerwerkskörper Rojas gar nicht getroffen hatte. Seine blutende Verletzung hatte er sich mit einer für diesen Zweck im Torwarthandschuh auf den Platz geschmuggelten Rasierklinge selbst beigebracht. Das Spiel wurde mit 2:0 für Brasilien gewertet, Aravena wurde als ein Auftraggeber von der FIFA zu einer fünfjährigen Sperre verurteilt.

## Erfolge

### Spieler
Deportes La Serena
- Chilenischer Pokalsieger: 1960

### Trainer
- Copa América: Finalist 1987